# ジーニョ・ガノ
ジーニョ・ガノ（Zinho Gano 、1993年10月13日 - ）は、ベルギー・アントウェルペン州シント＝カーテライネ＝ワーフェル出身、ギニアビサウ代表のプロサッカー選手。ポジションは、フォワード。
ギニアビサウにルーツをもつ。

## 経歴
クラブ・ブルッヘの下部組織出身。2013-14シーズンにレンタル先のロンメル・ユナイテッドでプロデビュー。2014-15シーズンに同じくレンタル先のロイヤル・ムスクロン＝ペルウェルツでジュピラー・プロ・リーグ初出場。結局クラブ・ブルッヘでプレーすることなくこのシーズンをもって退団。
2015年、ワースラント＝ベフェレンに移籍。
2017年、KVオーステンデに移籍。
2018年7月2日、KRCヘンクに移籍。